# جوشوا ديفيد ستون
جوشوا ديفيد ستون (بالإنجليزية: Joshua David Stone)‏ هو كاتب أمريكي، ولد في 7 ديسمبر 1953، وتوفي في أغسطس 2005 في كاليفورنيا في الولايات المتحدة.

## وصلات خارجية
- الموقع الرسمي